# 蝟蜥獸屬

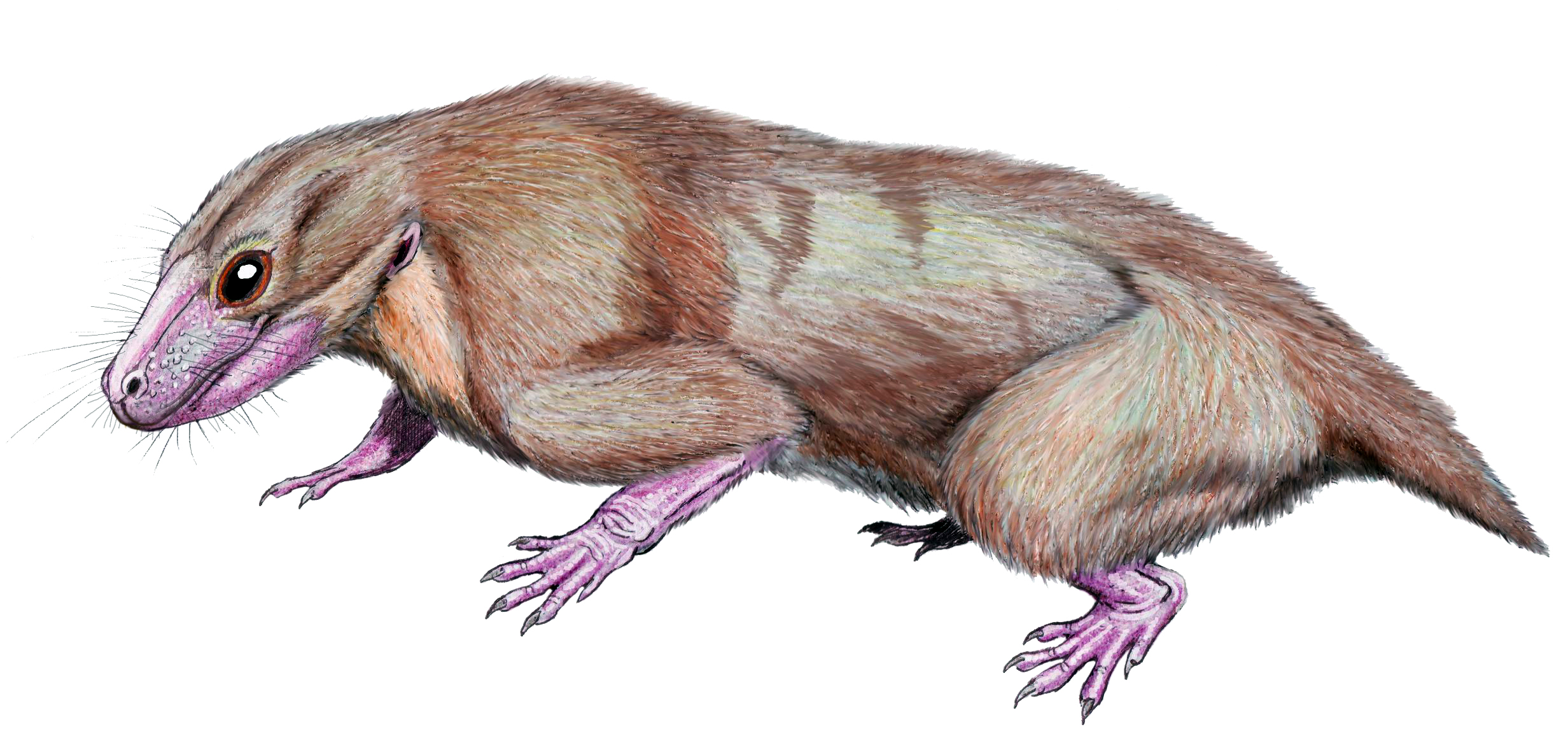
埃里斯蜥獸的想像圖

蝟蜥獸屬（學名：Ericiolacerta，意为“刺猬蜥蜴”）是獸孔目獸頭亞目的一屬，生存於三疊紀早期的南美洲與南極洲。蝟蜥獸是種小型動物，身長約20公分。牠們可能是行動迅速的動物，以昆蟲或其他小型動物為食。